# Macrolabis lutea
Macrolabis lutea är en tvåvingeart som beskrevs av Rubsaamen 1914. Macrolabis lutea ingår i släktet Macrolabis och familjen gallmyggor. Inga underarter finns listade i Catalogue of Life.